# Paczków
Pour les articles homonymes, voir Paczków (homonymie).
Paczków est une ville de Pologne, située dans le sud du pays, dans la voïvodie d'Opole. Elle est le siège de la gmina de Paczków, dans le powiat de Nysa.

## Histoire
De 1742 à 1945, Patschkau fait partie de l'arrondissement de Neisse (de) dans le district d'Oppeln au sein de la province de Silésie.

## Personnalités liées à la ville
- Margarete Adam (1885-1946), philosophe et résistante au nazisme y est née